# 波旁鎮區 (密蘇里州諾克斯縣)
波旁鎮區（英語：Bourbon Township）是位於美國密蘇里州諾克斯縣的一個行政鎮區。

## 地方資料
波旁鎮區的面積為92.29平方千米，當中陸地面積為92.06平方千米，而水域面積為0.23平方千米。根據2020年美國人口普查的數據，當地共有人口41人，而人口密度為每平方千米0.44人。